# Toninho Drummond
Antonio Carlos Drummond, mais conhecido popularmente como Toninho Drummond (Araxá, 31 de janeiro de 1936 — Brasília, 23 de março de 2018) foi um jornalista brasileiro. Pioneiro do telejornalismo, foi responsável pela implantação do jornalismo na Rede Globo em Brasília, com destaque para a criação do Bom Dia Brasil, primeiro jornal com transmissão em rede matinal e ao vivo da história da televisão brasileira.

## Biografia
De família mineira Toninho chegou a cursar a Faculdade de Direito,  em Belo Horizonte, mas não chegou a concluir o curso. Começou na década de 1960 como jornalista no jornal Estado de Minas, cobrindo o noticiário policial e, em seguida, a área de política. Simultaneamente, trabalhava na sucursal mineira do jornal Última Hora. De 1966 a 1970, foi assessor de imprensa no governo Israel Pinheiro. Em 1973, foi convidado por Armando Nogueira para dirigir o  jornalismo da Rede Globo, em Brasília, sendo que, nos primeiros anos, fez a cobertura local e política da capital federal. Suas coberturas mais importantes foram a da viagem do presidente Ernesto Geisel ao Japão e a das eleições municipais de 1976, além de ter entrevistado o presidente do Iraque, Saddam Hussein, para o Jornal Nacional, em julho de 1981.  Em 1982 foi o diretor responsável do programa O Povo e o Presidente, apresentado por Nei Gonçalves Dias, que lia as cartas do povo ao presidente João Figueiredo. Em 1983, Toninho Drummond foi responsável pela implantação do Bom Dia Brasil. No mesmo ano, deixou a Rede Globo pela primeira vez, para assumir um cargo no Unibanco. No governo José Sarney, foi presidente da Radiobras por um curto período. Em 1987 tornou-se diretor da TV Bandeirantes Brasília. Em 1988 voltou a trabalhar para o Governo José Sarney, como subchefe dos assuntos de imprensa e divulgação da presidência da República, permanecendo pouco tempo no cargo. Logo voltou à TV Globo Brasília para dirigir a emissora. Sob sua administração, foram feitas coberturas marcantes, como as Eleições presidenciais no Brasil em 1989 e o impeachment de Fernando Collor. Toninho foi diretor até 2012, quando se aposentou, após 25 anos de serviços prestados. 
Morreu em 23 de março de 2018, aos 83 anos, por falência de múltiplos órgãos.